# Mount Ida (Arkansas)
Mount Ida – miasto w Stanach Zjednoczonych, w stanie Arkansas, w hrabstwie Montgomery.